# Rio Cocó

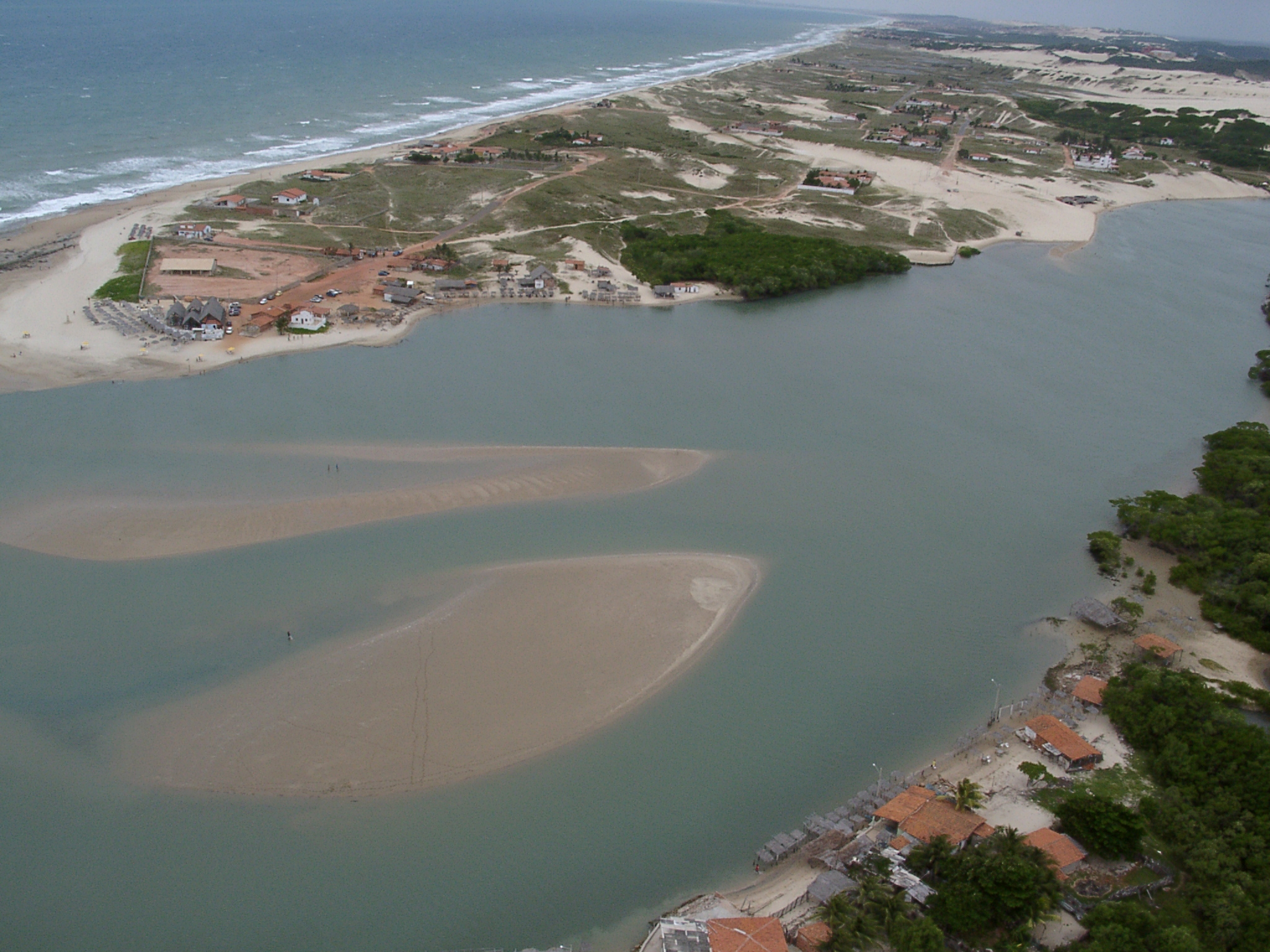
Foz do Rio Cocó na praia de Sabiaguaba

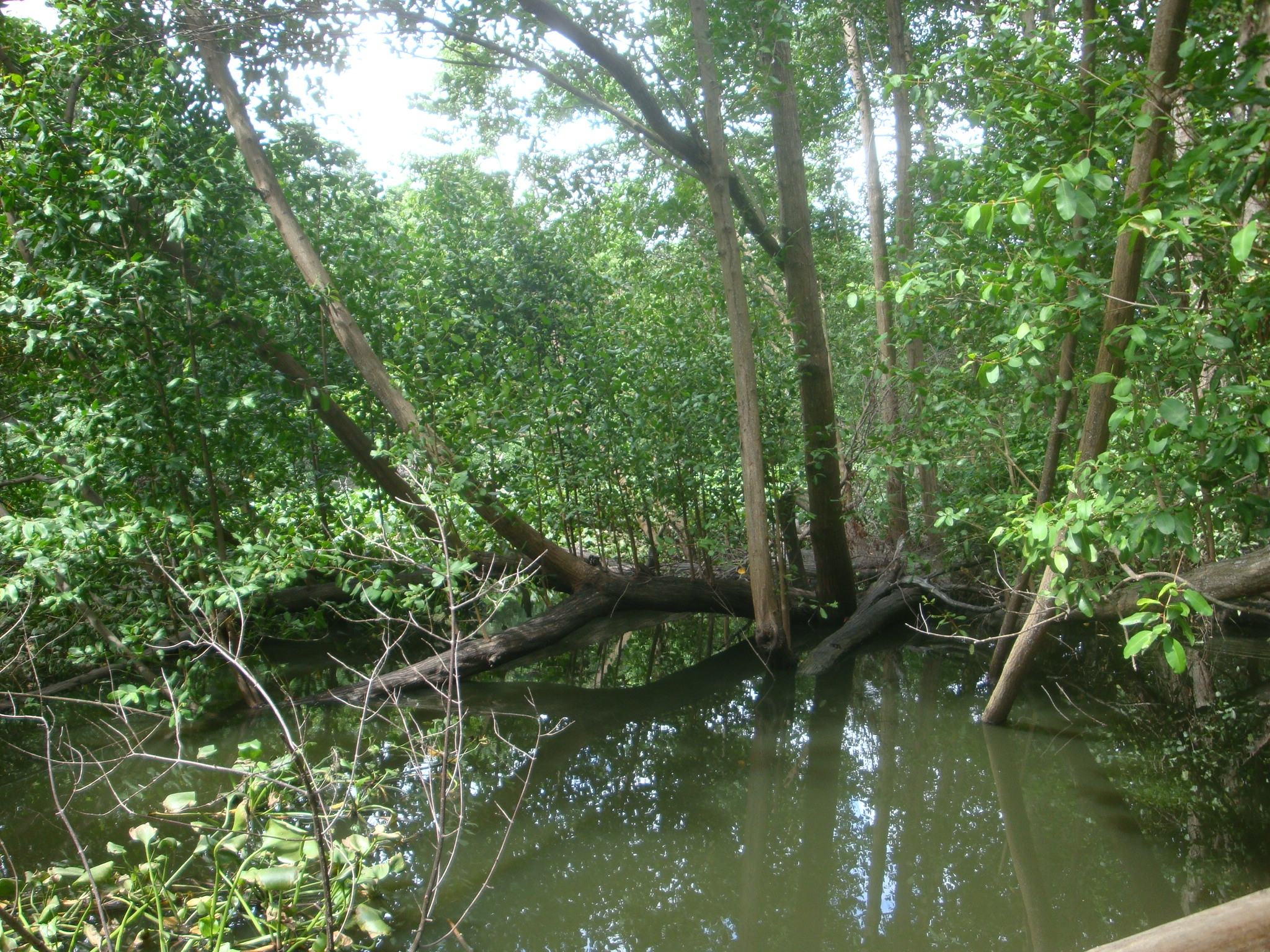
Manguezal no Rio Cocó

O rio Cocó é um rio brasileiro no estado do Ceará. Ele tem sua nascente na cidade de Pacatuba e segue pela Região Metropolitana de Fortaleza até sua foz na Praia de Sabiaguaba na capital cearense. Em Fortaleza, o rio cocó atravessa inúmeros bairros de um extremo a outro da cidade. Em sua homenagem um bairro de Fortaleza leva o seu nome.

## Etimologia
O topônimo "Cocó" é o plural do termo tupi antigo kó, que significa roça, fazendo uma alusão às roças dos povos indígenas que plantavam nas vazantes do rio.

## Percurso
Nasce na vertente oriental da Serra da Aratanha, no município de Pacatuba e, nos seus 50 quilômetros de percurso, passa por Maracanaú, Itaitinga e Fortaleza, para desaguar no Oceano Atlântico, nos limites das praias do Caça e Pesca e de Sabiaguaba.
No seu percurso nos municípios de Pacatuba e Itaitinga, sua águas são barradas pelo Açude Gavião.

## Meio ambiente
O manguezal do rio Cocó, em seus trechos preservados, forma uma mata de mangues onde várias espécies de moluscos, crustáceos, peixes, répteis, aves e mamíferos compõem cadeias alimentares com ambientes propícios para reprodução, desova, crescimento e abrigo natural.